# Авл Вителлий
Авл Вите́ллий (лат. Aulus Vitellius; 7 или 24 сентября 12 или 15 года — 20 декабря 69 года, Рим) — римский император в апреле — декабре 69 года, в «год четырёх императоров».
Принадлежал к всадническому роду. При Юлиях-Клавдиях сделал политическую карьеру: занимал должности квестора, претора, консула (в 48 году) и проконсула Африки (в 60/61 году). В конце 68 года император Сервий Сульпиций Гальба назначил его наместником Нижней Германии. Уже 1 января 69 года в легионах обеих Германий, Нижней и Верхней, начался мятеж, и 2 января Авл Вителлий был провозглашён императором. Его поддержал ряд других западных провинций: Лугдунская Галлия, Аквитания, Нарбонская Галлия, все Испании. Вителлий направил на Рим две армии во главе с Авлом Цециной Алиеном и Фабием Валентом, которые в апреле в битве при Бедриаке одержали победу над сторонниками нового императора Марка Сальвия Отона. Последний покончил с собой, а его войска и сенат присягнули на верность Вителлию.
Авл прибыл в Рим в середине июля 69 года. Вскоре он узнал, что наместник Иудеи Тит Флавий Веспасиан провозгласил себя императором и получил поддержку всего Востока. Легионы Паннонии, Мёзии и Далмации во главе с Марком Антонием Примом тоже перешли на сторону мятежников и вторглись в Италию. Во второй битве при Бедриаке в октябре вителлианцы были разгромлены. Когда враг приблизился к Риму, Вителлий вёл с ним переговоры, изъявляя готовность отказаться от власти и получить пощаду; в конце концов флавианцы заняли Рим с боем (в декабре 69 года), Вителлий был убит.

## Биография

### Происхождение
Род Вителлиев впервые упоминается в римской истории в связи с событиями 509 года до н. э. Согласно Титу Ливию и Плутарху, двое братьев-патрициев Вителлиев, чья сестра была замужем за основателем Римской республики Луцием Юнием Брутом, составили заговор, чтобы восстановить в Риме власть царя Тарквиния Гордого, но потерпели неудачу. Писатель времён Августа Квинт Элогий возводил генеалогию этого рода к Фавну, царю аборигинов, и богине по имени Вителлия (в других источниках она не упоминается). В историографии принято считать, что Вителлии-патриции — это вымысел анналистов.

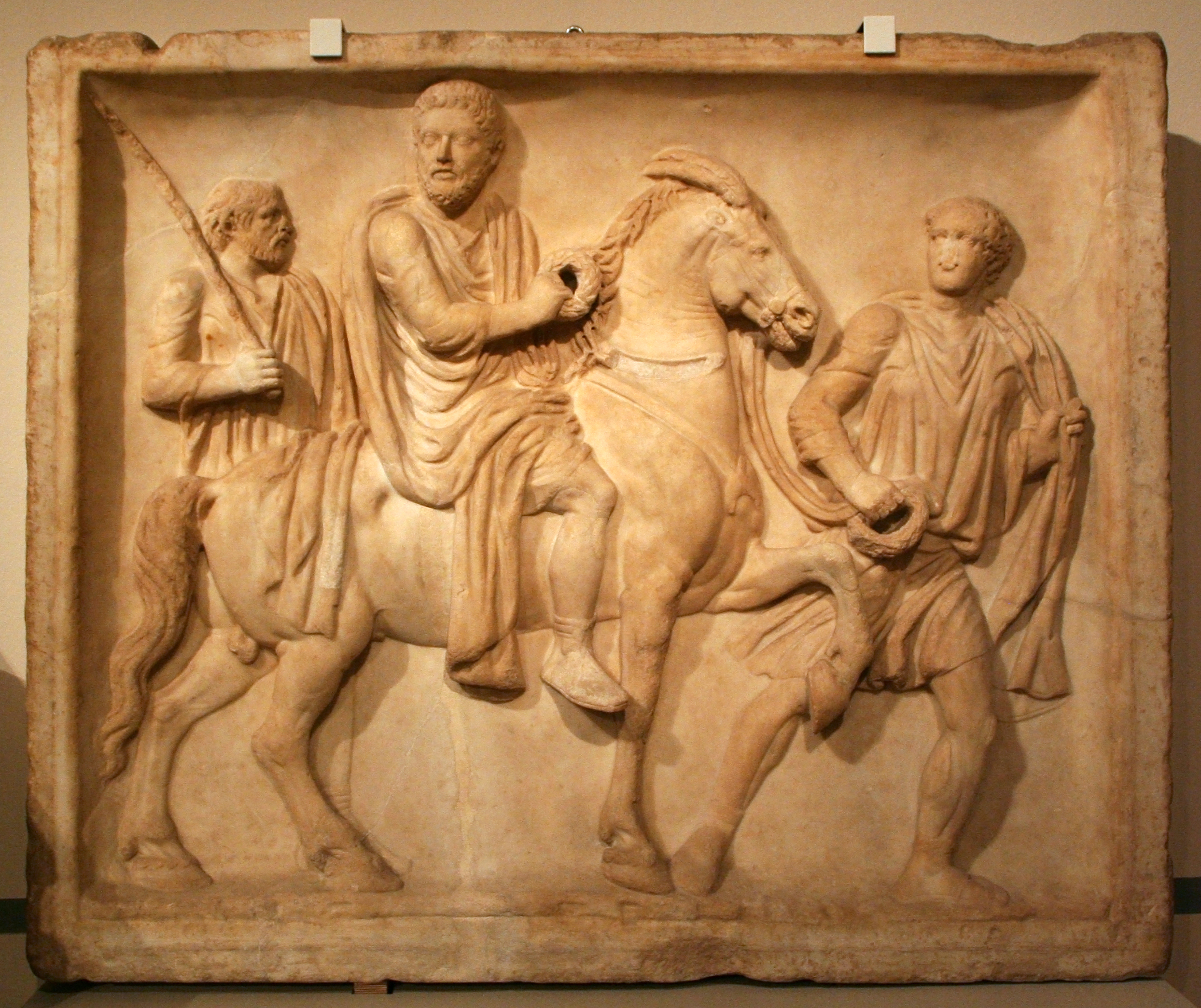
Рельеф Джустиниани

Вителлии императорской эпохи — это всаднический род, представители которого перебрались в Рим либо из Нуцерии, что в Кампании, либо из Луцерии, что в Апулии (первая версия может быть результатом простой путаницы). О происхождении императора Авла рассказывает только один античный автор из тех, чьи произведения сохранились, — Светоний. Он пишет, что по этому вопросу существовали «мнения самые неразнообразные и несхожие»: одни генеалоги утверждали, что Вителлии-всадники — потомки патрициев, другие — что это род «новый, безродный и даже тёмный». Согласно второй версии, родоначальником был вольноотпущенник, занимавшийся починкой старой обуви, а его сын разбогател «на распродажах и доносах» и женился на «доступной женщине», дочери пекаря Антиоха. Внук вольноотпущенника стал всадником.
В любом случае первым из этой семьи в источниках упоминается Публий Вителлий, всадник и управитель имений Августа. У него было четверо сыновей, все сенаторы. Старший, Авл, был консулом-суффектом в 32 году и умер до истечения полномочий; второй, Квинт, при Августе был квестором, а при Тиберии в 17 году был исключён из сената за расточительство; третий, Публий, поднялся в своей карьере до претуры, но после обвинения в сообщничестве с Луцием Элием Сеяном покончил с собой (35 год). Наконец, четвёртый, Луций, трижды был консулом (в 34, 43 и 47 годах), а в 48 году — цензором. От его брака с Секстилией, «женщиной достойной и знатной», и родился будущий император Авл Вителлий.
Таким образом, в отличие от Юлиев-Клавдиев, Вителлий принадлежал к новой аристократии. У него был младший брат Луций, консул-суффект 48 года. Из одной посвятительной надписи известно о существовании двоюродного брата императора — Квинта Вителлия, сына Квинта.

### Ранние годы
В источниках нет единого мнения о том, когда родился Авл Вителлий. Светоний пишет о консульстве Друза Цезаря и Гая Норбана Флакка (это 15 год), а Дион Кассий его поддерживает, сообщая, что Вителлий прожил чуть больше пятидесяти четырёх лет. Но по словам того же Светония Авл погиб на пятьдесят восьмом году жизни, то есть родился в 12 году. На эту же дату указывают Тацит, Флавий Евтропий и Псевдо-Аврелий Виктор. Относительно дня, в который появился на свет будущий император, в источниках тоже есть два варианта — восьмой день до октябрьских календ либо седьмой день до сентябрьских ид, то есть либо 24, либо 7 сентября соответственно. Уже Светоний не знал, какой из этих вариантов предпочтительнее. В историографии есть мнение, что это было скорее 7 сентября: в 69 году консулы праздновали день рождения Вителлия, и ход событий гражданской войны делает такую датировку более правдоподобной.
В целом о жизни Авла Вителлия до захвата им власти известно очень мало, и информация эта в ряде случаев не бесспорна. Светоний сообщает, что будущий император провёл детство и раннюю юность на острове Капри, где был одним из «спинтриев» Тиберия — то есть был в числе тех «собранных толпами отовсюду девок и мальчишек», которые «наперебой совокуплялись перед Тиберием по трое, возбуждая этим зрелищем его угасающую похоть». Биограф утверждает даже, что именно красота Авла обеспечила блестящую карьеру его отцу. Впрочем, это сообщение противоречит словам Тацита о том, что Авл был обязан своим возвышением отцовским заслугам.

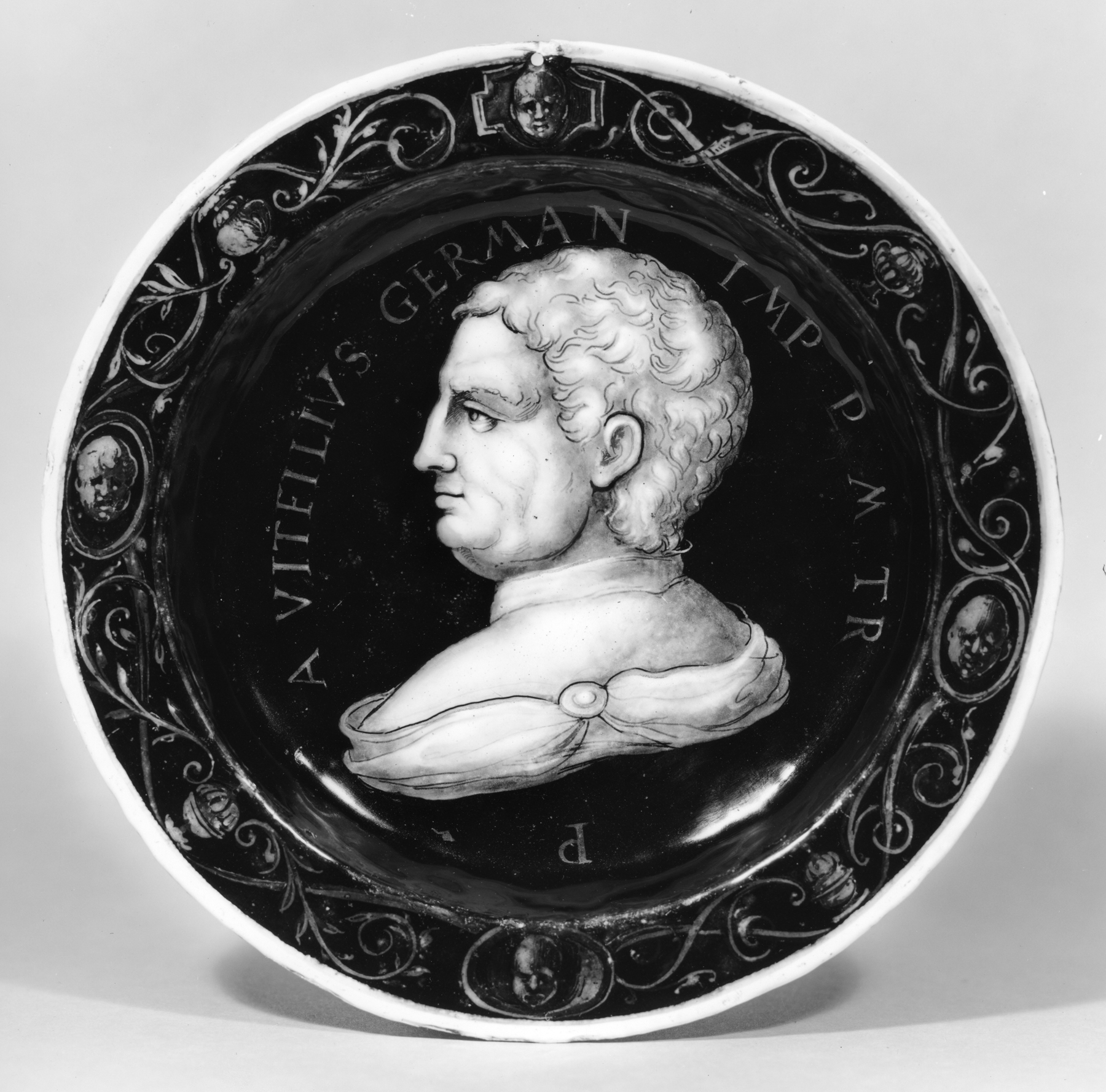
Портрет Авла Вителлия (вторая половина XVI века)

По словам Светония, Вителлий пользовался благосклонностью и последующих цезарей. С Калигулой его сблизила любовь к скачкам, с Клавдием — любовь к игре. Нерон был благодарен Вителлию за лесть на тему музыкальных способностей императора. В историографии существует мнение, что ничего этого не было: Светоний мог просто почерпнуть информацию у писателей флавианской эпохи, которые старались создать негативный образ Вителлия, а для этого связали его с самыми явными пороками Юлиев-Клавдиев. Тем не менее известно, что Авл прислуживал Калигуле во время скачек и что пристрастие к цирковой партии «синих» он сохранял до конца жизни. К концу правления Нерона Вителлий был известен своей алчностью и невероятным обжорством.
Даты квестуры и претуры Вителлия неизвестны. Исходя из того, что квестором можно было стать не ранее двадцати пяти лет, а претором — не ранее тридцати, исследователи допускают, что первую из этих должностей Авл мог занять ещё при Калигуле, а вторую — однозначно при Клавдии. В 48 году он получил консулат, совместный с Луцием Випстаном Публиколой Мессалой, и через шесть месяцев уступил этот пост своему брату Луцию, ставшему консулом-суффектом. О каком-либо военном опыте Вителлия источники молчат, зато известно, что он был квиндецемвиром священнодействий.
Довольно долгое время после 48 года Авл не занимал каких-либо государственных должностей. Исследователи связывают это с развернувшейся в окружении Клавдия политической борьбой: 1 января 49 года принцепс женился на Агриппине Младшей, и с этого момента одна из придворных «партий» выступала за переход власти после смерти Клавдия его пасынку Нерону, а другая была на стороне родного сына, Британника. Вителлии оказались в составе второй «партии», как и Тит Флавий Веспасиан, который, по-видимому, был их клиентом. Именно наличие этой политической силы могло заставить Агриппину в 54 году отравить мужа. Ставший императором Нерон годом позже отравил Британника, что означало для Вителлиев полное поражение.
В изменившейся ситуации Авл и его брат нашли себе нового покровителя в лице обладавшего большим влиянием императорского наставника Луция Аннея Сенеки (родственницей последнего была вторая жена Авла Галерия Фундана). В результате они снова начали занимать государственные должности. В начале 57 года старший из братьев стал членом коллегии арвальских братьев, а в 60 или 61 году — проконсулом провинции Африка. Луций Вителлий стал его преемником в этом качестве, тогда как Авл остался в Африке в должности легата (61 или 62 год). Светоний сообщает, что Авл управлял провинцией «с редкой добросовестностью»; по данным Тацита, за время наместничества Вителлий завоевал преданность силианской конницы, что помогло ему позже, во время гражданской войны.
В 63 или 64 году Вителлий занимал должность попечителя общественных построек. На этом посту он, по словам Светония, «похищал из храмов приношения и украшения или подменял их, ставя вместо золота и серебра олово и „жёлтую медь“». В историографии есть мнение, что таким образом Вителлий мог выполнять приказы Нерона, испытывавшего постоянную нехватку денег. Ещё раньше, в 62 году, Авл защищал интересы императора в сенате. Публий Клодий Тразея Пет выступил против казни претора Антистия, обвинённого в «оскорблении величия» за чтение стихов «в поношение принцепсу», и получил поддержку большинства; Вителлий оказался одним из немногих, кто отстаивал необходимость казнить Антистия, но потерпел неудачу. В 65 году Авл был распорядителем на Нероновых играх.
К 65 году началась открытая конфронтация между Нероном и существенной частью римской аристократии. Император расправился с участниками заговора Пизона и, в частности, заставил покончить с собой Сенеку. Эти события отразились и на Вителлиях: в последние годы правления Нерона они не занимали какие-либо должности и вообще не упоминались в источниках. Именно с этими сложностями может быть связано сообщение Светония о бедности Авла: последний был вынужден сдать весь свой дом в наём, а жену и детей поселить на каком-то чердаке. Тит Флавий Веспасиан, по-видимому, смог сохранить свои политические позиции только благодаря тому, что дистанцировался от Вителлиев. В то же время Авл не развёлся с Галерией Фунданой, несмотря на её опасное родство; это может означать, что его положение было не настолько уязвимым.

### Возвышение

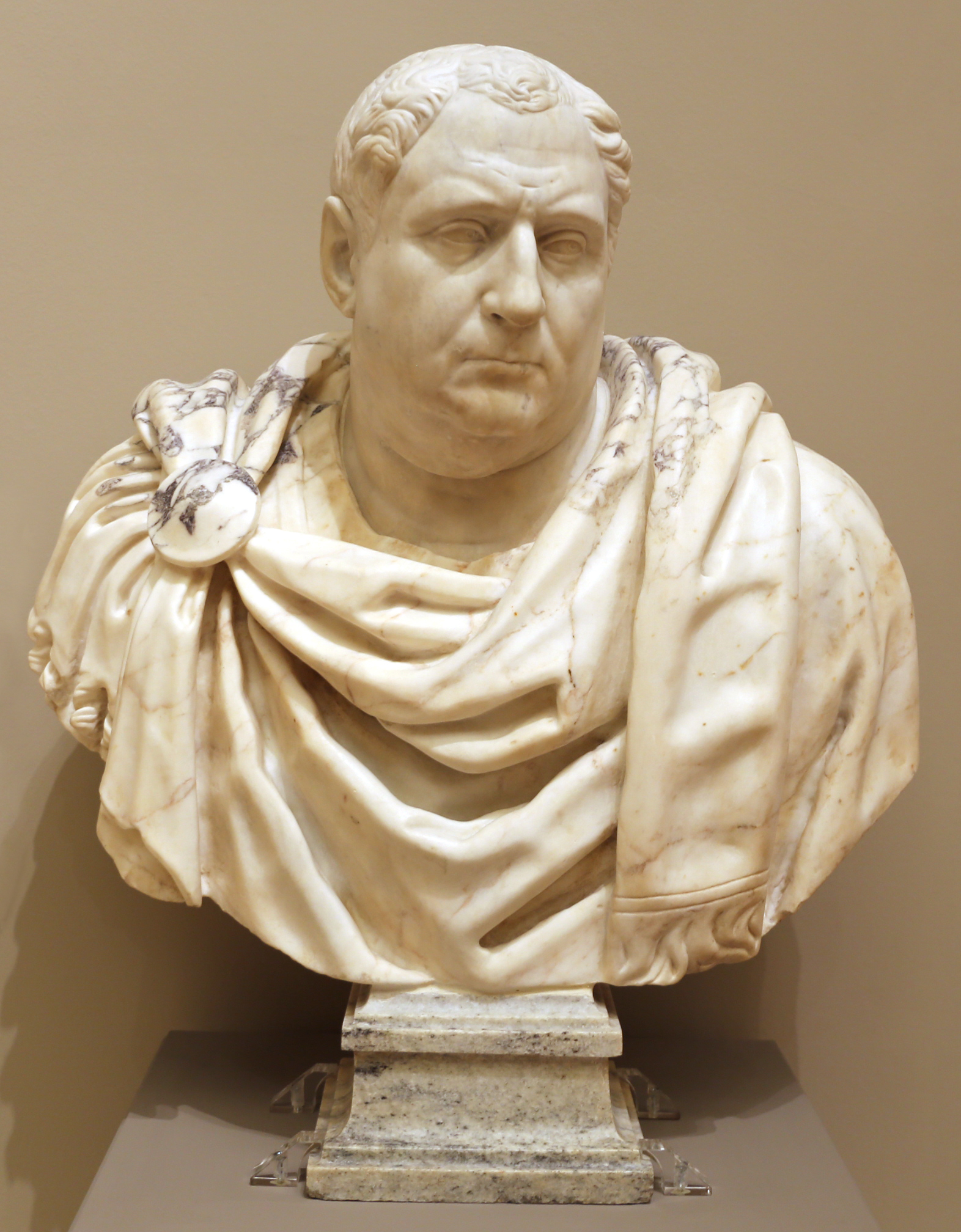
Бюст Авла Вителлия

В 68 году в Римской империи произошла смена власти. Наместник Тарраконской Испании Сервий Сульпиций Гальба поднял мятеж в союзе с наместником Лугдунской Галлии Гаем Юлием Виндексом и стал императором. Нерон был вынужден покончить с собой. В связи с этими событиями произошла дестабилизация ситуации в некоторых провинциях: в частности, наместник Нижней Германии Фонтей Капитон, связанный родством с императорским домом, был убит легатами Корнелием Аквином и Фабием Валентом. По одной версии, эти двое действовали в интересах нового императора; по другой, всё было наоборот — они пытались подбить Капитона поднять мятеж и убили его, потому что потерпели неудачу. В любом случае Аквин и Валент выразили свою преданность Гальбе, и тот задним числом одобрил убийство Капитона. Какое-то время Нижняя Германия была без наместника, но в конце года новый император отправил туда нового легата с полномочиями пропретора — Авла Вителлия.
О мотивах этого неожиданного назначения рассказывает Светоний. По его словам, инициатива принадлежала одному из приближённых Гальбы Титу Винию, который был, как и Вителлий, приверженцем цирковой партии «синих». При этом Сервий Сульпиций, наслышанный об алчности Авла, назначил его «не столько из милости, сколько из презрения». Чтобы достать денег на дорогу в провинцию, Вителлий был вынужден заложить жемчужину из серьги своей матери.
Новый наместник вступил в должность 1 декабря 68 года. Помня о судьбе предшественника, Вителлий с самого начала старался завоевать любовь подчинённых:

…По дороге он целовался при встрече даже с простыми солдатами, на постоялых дворах и харчевнях был на диво любезен и с попутчиками и с погонщиками, а по утрам даже расспрашивал каждого, завтракал ли он, и рыгал, чтобы показать, что сам-то он уже позавтракал. А вступив в лагерь, он уже никому ни в чём не отказывал, и сам освобождал провинившихся от бесчестия, ответчиков от обвинений, осуждённых от наказаний.
— Гай Светоний Транквилл. Жизнь двенадцати цезарей. Вителлий, 7, 3.
Под командованием Вителлия теперь были четыре легиона, которые он разместил на зимних квартирах: I Германский в Кастра Бонненсиа, V легион Жаворонков и XV Первородный — в Ветере, XVI Галльский — в Новезиуме. Все солдаты были очень недовольны новым императором. Они участвовали в разгроме Юлия Виндекса и гордились этой победой, но Гальба наградил только тех, кто примкнул к мятежу; легионеры ждали в связи со сменой власти денежных раздач (по крайней мере, таких же, как при Нероне), но ничего не получили. К тому же они «хранили светлую память о Фонтее Капитоне», чьё бессудное убийство император одобрил. О тревожных настроениях в легионах Нижней Германии и соседней Верхней Германии Гальбе не раз писали его прокураторы.
Наконец, волнения в германских легионах переросли в очередной мятеж. Поводом стала традиционная присяга императору, которую следовало приносить 1 января каждого года. В Нижней Германии в этот день солдаты I и V легионов бросали в изображения Гальбы камни, тогда как солдаты XV и XVI легионов ограничились угрозами. Между тем в Верхней Германии IV и XXII легионы, расквартированные в Могунциаке, разбили изображения императора, связали офицеров, которые пытались им помешать, и присягнули на верность не цезарю, а «сенату и народу Рима». В ту же ночь знаменосец IV легиона отправился в Колонию Агриппину и сообщил Вителлию о бунте и о необходимости избрать нового императора. 2 января войска Нижней Германии провозгласили императором самого Вителлия. В источниках есть две версии этих событий: Тацит и Плутарх сообщают о важной роли одного из легатов, Фабия Валента, который ещё в декабре побуждал Вителлия поднять мятеж, а 2 января вступил в Колонию Агриппину во главе конного отряда и первым приветствовал своего командира как императора; Светоний же ограничивается сообщением, что солдаты Авла «вытащили вдруг его из спальни, приветствовали императором и понесли по самым людным сёлам». Но в любом случае солдаты и офицеры германских легионов оказываются главной движущей силой этого мятежа. Существует даже мнение, что это выступление готовилось с сентября 68 года и что Вителлий оказался всего лишь марионеткой в руках заговорщиков.
Наместник отказался принять титул цезаря, ограничившись именем Авл Вителлий Германик. Он сразу получил поддержку обеих Германий с их сильными армиями, включавшими в общей сложности семь легионов. В первые же дни мятежа на его сторону встали легат Белгики Децим Валерий Азиатик (его отец был близким другом отца Вителлия) и наместник Лугдунской Галлии Юний Блез, приведший в Нижнюю Германию I Италийский легион и таврианскую конницу. Вителлий, чтобы увеличить свою популярность, приказал казнить наиболее ненавистных солдатам командиров, заплатил центурионам за предоставление отпусков рядовым, назначил всадников на дворцовые должности, которые прежде занимали вольноотпущенники. Началась подготовка к походу мятежной армии в Италию.

### Война с Отоном

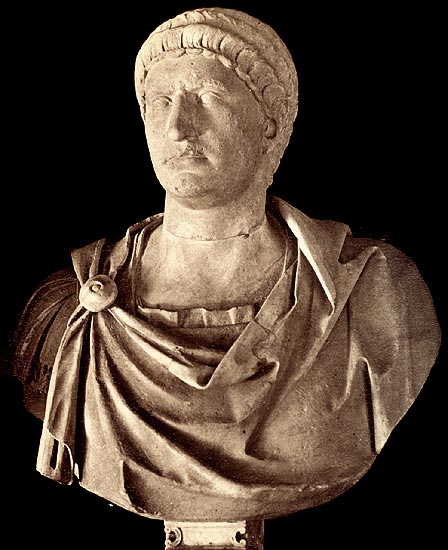
Отон

В Риме в январе 69 года тоже происходили бурные события. Гальба настроил против себя не только провинциальные армии, но и преторианцев, а также существенную часть аристократии. После того, как он объявил об усыновлении молодого и маловлиятельного сенатора Луция Кальпурния Пизона Фруги Лициниана, претендовавший до этого на место императорского наследника Марк Сальвий Отон склонил гвардию на свою сторону и организовал переворот. 15 января преторианцы убили и Гальбу, и Пизона; Отон был провозглашён императором. Вечером того же дня римляне узнали о мятеже германских легионов.
Тем временем под контролем Вителлия оказывались новые территории. Его признали императором войска, расквартированные в Реции, и наместник Британии Марк Требеллий Максим. Правда, последнему пришлось бежать из своей провинции, но Тацит всё же пишет, что к Вителлию «присоединилась британская армия» (какие у него были на то основания, неизвестно). Аквитания (наместник Квинт Юлий Корд) и вся Испания (наместник Марк Клувий Руф, командовавший двумя легионами) признали было Отона, но вскоре перешли на сторону Вителлия. Так же поступила и Нарбонская Галлия, «ибо жители видели нависшую опасность и понимали, что всегда легче примкнуть к тому, кто ближе и сильнее». Тацит даже утверждает, что и восточные провинции подчинились Отону только потому, что о нём узнали раньше, чем о Вителлии. А вот попытка Авла привлечь на свою сторону паннонские легионы закончилась неудачей.
Отон попытался кончить дело миром: он отправил Вителлию письмо, в котором предлагал, по данным Плутарха и Тацита, огромную сумму денег и все возможности, чтобы «вести жизнь лёгкую, приятную и досужую», а по данным Светония — статус соправителя и себя в зятья. В любом случае Вителлий это предложение не принял. Между противниками завязалась переписка, в которой каждый старался обвинить другого во всевозможных грехах — изнеженности, мотовстве, некомпетентности в военных вопросах и т. п. Вителлий попытался также обратиться напрямую к преторианцам, чтобы склонить их на свою сторону, но потерпел неудачу.
Уже в январе 69 года Авл направил в Италию две армии. Одна из них, сорокатысячная, под командованием Фабия Валента, двинулась через Южную Галлию на Августа-Тауринорум, вторая, тридцатитысячная, под командованием Авла Цецины Алиена, — через Гельвецию (впрочем, в историографии есть мнение, что численность войск завышена примерно вдвое). Отон мог противопоставить этим силам примерно двадцатипятитысячную армию. Вителлианцы заняли альпийские перевалы, но в первых сражениях перевес неизменно был на стороне противника. Флот Отона, усиленный частью преторианцев, высадил десант в Нарбонской Галлии, и часть армии Фабия Валента понесла поражение; вследствие этого Корсика и Сардиния остались на стороне Марка Сальвия. Тем временем Авл Цецина вторгся в Транспаданскую Галлию, где на его сторону перешла силианская конница. Но отонианцы удержали Плаценцию и разбили Цецину при Кремоне. Наконец, в сражении главных сил при Касторах Цецина снова был разбит, и его армия была бы уничтожена, если бы полководец Отона Гай Светоний Паулин из осторожности не приказал прекратить преследование.
Вскоре Цецина и Фабий Валент объединили свои силы. На тот момент общая численность их армии могла составлять от 30-40 до 100 тысяч солдат, тогда как отонианцев было порядка 50 тысяч Прибывший на театр военных действий Отон отверг советы о затягивании войны и согласился на большое сражение, которого хотели полководцы Вителлия. Битва произошла 14 апреля 69 года при Бедриаке и носила беспорядочный и ожесточённый характер. Вителлианцы внезапно атаковали врага, утомлённого долгим маршем; всё решил фланговый удар конницы батавов, после которого армия Отона отступила. Она заперлась в лагере, а на следующий день присягнула на верность Вителлию, хотя и не была наголову разгромлена. Марк Сальвий, узнав о случившемся, покончил с собой, поскольку не желал продолжать братоубийственную войну.

### Начало правления

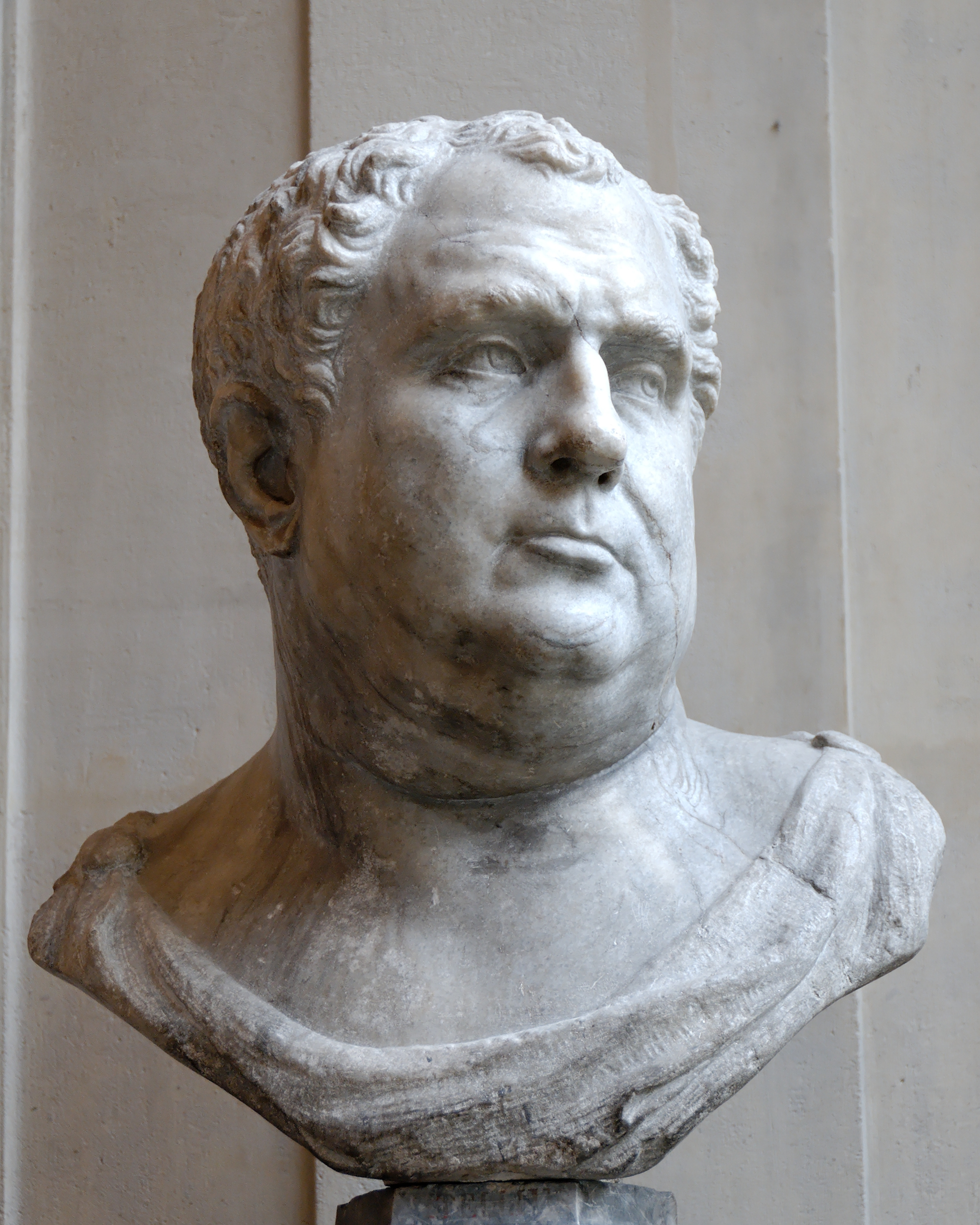
Бюст из Лувра, традиционно отождествляемый с Вителлием, ныне называемый «Псевдо-Вителлием»

После гибели Отона никто не сопротивлялся вителлианцам. Сенаторы, которые пребывали вместе с Марком Сальвием в Брикселле, уехали в Бононию и там выразили свою преданность Вителлию; префект Рима Тит Флавий Сабин, узнав о случившемся, привёл к присяге новому императору все находившиеся в городе войска. Горожане сочли Вителлия мстителем за Гальбу, а потому встретили новость с восторгом. Сенат счёл необходимым разом присвоить Вителлию все возможные почести (19 апреля 69 года).
Сам Вителлий во время гражданской войны находился в Галлии, где набирал новые войска; уже тогда в Лугдуне и Тарраконе началась чеканка монет с его изображением. Получив письма из Италии, он отправился на юг. Сначала Авл спустился по реке Арар до Лугдуна, где его ждали полководцы обеих недавно враждовавших сторон. Там он облёк знаками императорского достоинства своего шестилетнего сына, получившего почётное добавление к имени — Германик. Возможно, таким образом Вителлий хотел польстить германским легионам и использовать в своих интересах ещё сохранявшуюся в народе добрую память о племяннике Тиберия Германике Цезаре, умершем за 50 лет до этих событий.
В Лугдуне новый принцепс отдал первые распоряжения в качестве правителя всей Римской империи. Он отклонил предложенные ему сенатом титулы августа и цезаря, приказал казнить наиболее преданных Отону центурионов и Гнея Корнелия Долабеллу (второго мужа его первой жены, Петронии), направил в Британию нового наместника — Марка Веттия Болана. Из Лугдуна Вителлий двинулся в сторону Рима через Альпы, Августу-Тауринум и Кремону. В Кремоне Цецина организовал для него гладиаторские игры. Потом (предположительно 23 мая) Авл посетил поле битвы при Бедриаке, всё ещё покрытое телами погибших. По словам Диона Кассия, «он наслаждался этим зрелищем, словно продолжая торжествовать победу, однако так и не отдал приказа их похоронить». Светоний же утверждает, что император сказал: «Хорошо пахнет труп врага, а ещё лучше — гражданина!»
Потом Вителлий посетил ещё одни гладиаторские игры — в Бононии. Там же он утвердил изменения в списке консулов-суффектов на текущий год: чтобы наградить Фабия Валента и Цецину почётной должностью, император сократил время консулата для других, а Марция Макра, Валерия Марина и Педания Косту вообще убрал из списка. Кроме того, в пути на Рим он позаботился о войсках, поддерживавших Отона и теперь представлявших гипотетическую опасность для новой власти. Многих преторианцев он уволил со службы, XIV легион направил в Британию, а XIII легиону поручил строительство амфитеатров в Бононии и Кремоне.
В июне, ещё до прибытия в Рим, Вителлий узнал, что наместник Сирии Гай Лициний Муциан и наместник Иудеи Тит Флавий Веспасиан признали его власть. Поскольку Мавретания перешла на его сторону ещё в апреле, теперь Вителлий контролировал всю территорию империи. Наконец, 17 июля он вступил в свою столицу во главе 60-тысячной армии. Светоний утверждает, что солдаты вошли в Рим с обнажёнными мечами, а император был в воинском плаще; по данным Тацита, Вителлий всё-таки переоделся для этого случая в тогу по совету друзей. В тот же день Авл нарёк августой свою мать, а 18 июля объявил себя вечным консулом (consul perpetuus), составил список консулов на десять лет вперёд, произнёс перед сенатом и народом панегирик в свою честь и принял сан верховного понтифика. Его не остановил тот факт, что это был день битвы при Аллии, считавшийся несчастливым.
Город оказался во власти солдат, расположившихся в нём лагерем. Вителлий потакал им во всём. Так, он удовлетворил требование о казни трёх галльских полководцев, которые годом ранее воевали на стороне Гая Юлия Виндекса; наложил на императорских вольноотпущенников дополнительную подать, чтобы найти деньги на выплату донатива; разрешил солдатам записываться в любое подразделение по своему желанию, и многие пошли в преторианцы. Численность обновлённой преторианской гвардии выросла до 20 тысяч человек (16 когорт). Гвардией теперь командовали Публий Сабин и Юлий Приск, креатуры Цецины и Валента соответственно. Последние конкурировали между собой за влияние на императора и были самыми влиятельными людьми Рима; предположительно с 1 сентября до конца октября они занимали должности консулов-суффектов.
Одним из начинаний Вителлия в эти месяцы стало изгнание из Рима астрологов. Источники сообщают, что император дал волю своему обжорству, устраивая в день по три-четыре пира и напрашиваясь на угощение к друзьям, причём такое застолье обходилось в огромные суммы — не менее четырёхсот тысяч сестерциев. Светоний пишет об ещё одном пороке Вителлия — жестокости, но Дион Кассий сообщает, что этот император даже из приверженцев Отона казнил только очень немногих.

### Война с Веспасианом

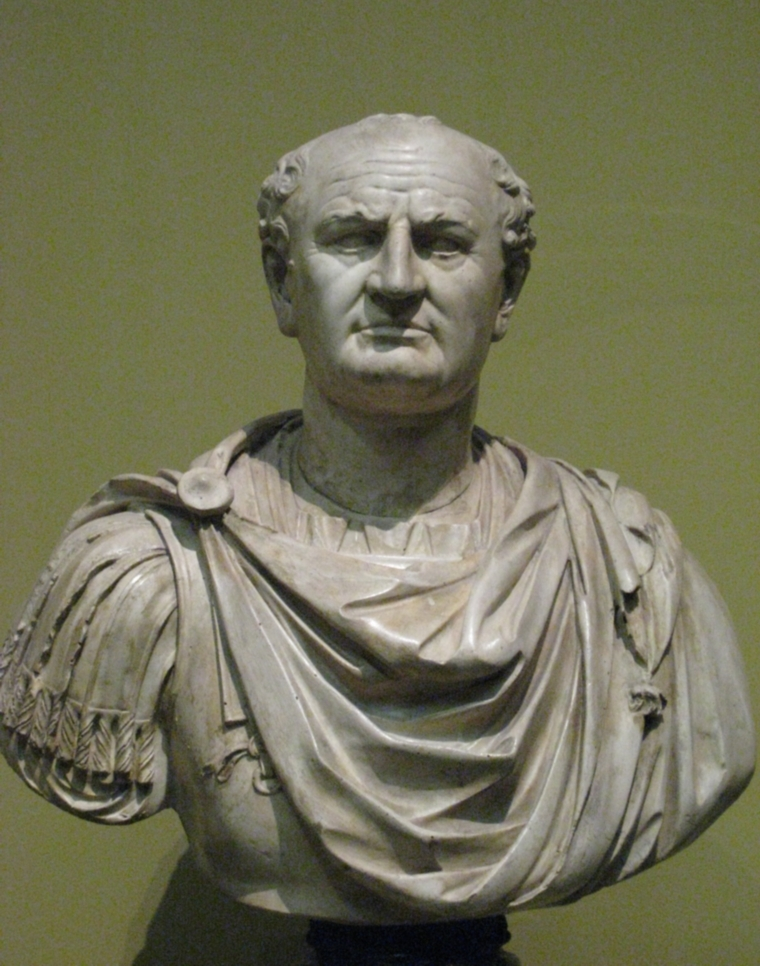
Веспасиан

В июле 69 года на востоке Империи начался очередной мятеж, ставший для Вителлия роковым. 1 июля в Александрии наместник Египта Тиберий Юлий Александр привёл два своих легиона к присяге новому императору — Титу Флавию Веспасиану, который по приказу Нерона тогда вёл войну в Иудее. 3 июля в Кесарии Веспасиана провозгласили цезарем его легионы; вслед за этим его власть признал наместник Сирии Гай Лициний Муциан. Таким образом, Веспасиан быстро установил контроль над всеми восточными провинциями и вассальными царствами, собрав сильную армию в восемь легионов. Часть этих сил под командованием Муциана он отправил на запад; в дальнейшем планировалось установить блокаду италийского побережья и без крупных столкновений на суше добиться от римлян признания нового императора. Но эти планы Веспасиана были перечёркнуты легионами Мёзии, Далмации и Паннонии, которые в своё время до конца поддерживали Отона: войска этих трёх провинций перешли на сторону мятежников и осенью 69 года по инициативе их командира Антония Прима вторглись в Италию с северо-востока.

Римская империя в 69 году. Синим цветом показаны провинции, лояльные Веспасиану, а серым — Вителлию

Большинство провинциальных армий Запада фактически отказало Вителлию в поддержке против новой угрозы. Наместники Верхней Германии и Британии (Гордеоний Флакк и Марк Веттий Болан соответственно) боялись, что против них восстанут местные племена, и предпочитали выждать. Такую же позицию заняли все три испанских легата. В Африке местное население симпатизировало Вителлию после его наместничества, а потому охотно записывалось в армию, но легат Гай Валерий Фест повёл двойную игру, втайне поддерживая Веспасиана. «Непоколебимую верность» Вителлию сохранял только прокуратор Реции Порций Септимин. В результате император мог рассчитывать в войне с флавианцами исключительно на войска, расквартированные в Италии. Навстречу Антонию Приму он двинул армию во главе с Авлом Цециной, насчитывавшую 50-70 тысяч солдат.
Задачей вителлианцев было удерживать долину Пада и коммуникации между Италией и Рецией, но Антоний Прим успел дойти до Вероны; здесь две армии остановились, не вступая в бой. Тем временем равеннский флот Вителлия перешёл на сторону врага вместе со своим командиром Секстом Луцилием Бассом. Авл Цецина тоже задумал измену и даже начал приводить свою армию к присяге Веспасиану, но легионеры взбунтовались против него и заковали Цецину в кандалы. После этого армия начала отступать к Кремоне, чтобы там соединиться с ещё двумя легионами. Антоний Прим же двинулся за вителлианцами, намереваясь навязать им сражение прежде, чем у них появится новый командующий.
Решающая битва произошла 24 октября 69 года при Бедриаке — там же, где за полгода до того были разбиты сторонники Отона. В беспорядочной и ожесточённой ночной схватке вителлианцы потерпели поражение, а на следующий день уцелевшие сдались. Шедшая в это время с юга вторая армия Вителлия, узнав о случившемся, остановилась в Аримине. Её командир Фабий Валент решил переправиться в Нарбонскую Галлию, чтобы там собрать новое войско, но в пути попал в плен к флавианцам; ариминская же армия была заблокирована врагом. Узнав о втором сражении при Бедриаке, наместники Британии и Испании открыто перешли на сторону Веспасиана. Вителлий собрал последние силы — четырнадцать когорт и легион морской пехоты — и поставил во главе этого войска Юлия Приска и Алфена Вара, которым приказал занять перевалы в Апеннинах, чтобы затянуть войну (в середине ноября). Но в это время второй его флот, Мизенский, тоже перешёл на сторону врага, так что флавианцы смогли закрепиться в Кампании. Армия Вителлия отступила к Риму, в ней началось повальное дезертирство, и 15 декабря она капитулировала. В результате у Авла уже не осталось ни одного солдата к северу от Рима.

### Гибель

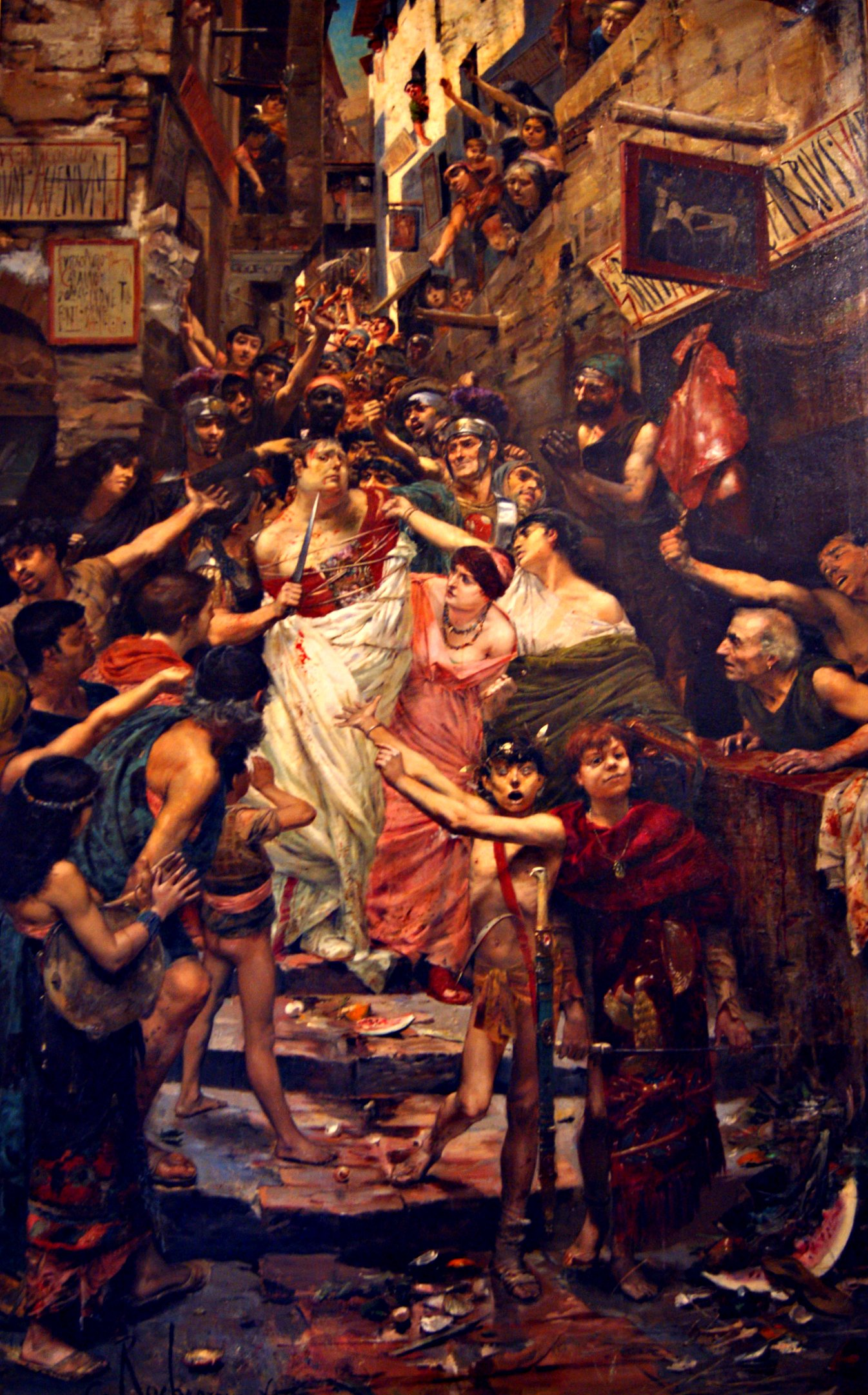
Жорж Рошгросс. Авл Вителлий на улицах Рима, 1883

Когда флавианцы приблизились к Риму, Антоний Прим предложил Вителлию пощаду, деньги и убежище в Кампании в обмен на отказ от власти. Император, убедившись в бессмысленности сопротивления, готов был на это согласиться; посредником в завязавшихся переговорах стал Тит Флавий Сабин, брат Веспасиана, занимавший должность префекта Рима. Узнав о предательстве последнего легиона, Вителлий принял было решение: в тот же день (18 декабря 69 года) он спустился с Палатина, одетый в чёрное, в сопровождении плачущих родных, клиентов и рабов, и объявил собравшимся горожанам, что отказывается от власти. Но толпа и преторианцы заявили свой протест и не пустили Авла в храм Согласия, где он собирался сложить с себя знаки императорского достоинства. Тогда Вителлий вернулся во дворец.
В это время Тит Флавий Сабин уже начал брать город под свой контроль. На улицах начались стычки; вителлианцы оттеснили префекта на Капитолий, а на следующий день (19 декабря) взяли этот холм штурмом, причём в ходе схватки сгорел храм Юпитера. Сабин был взят в плен и убит на глазах у императора, хотя последний хотел его спасти (Светоний пишет, что Вителлий смотрел на битву и пожар из дворца Тиберия, пируя). Находившийся на Капитолии младший сын Веспасиана, Тит Флавий Домициан, смог выбраться и уцелеть.

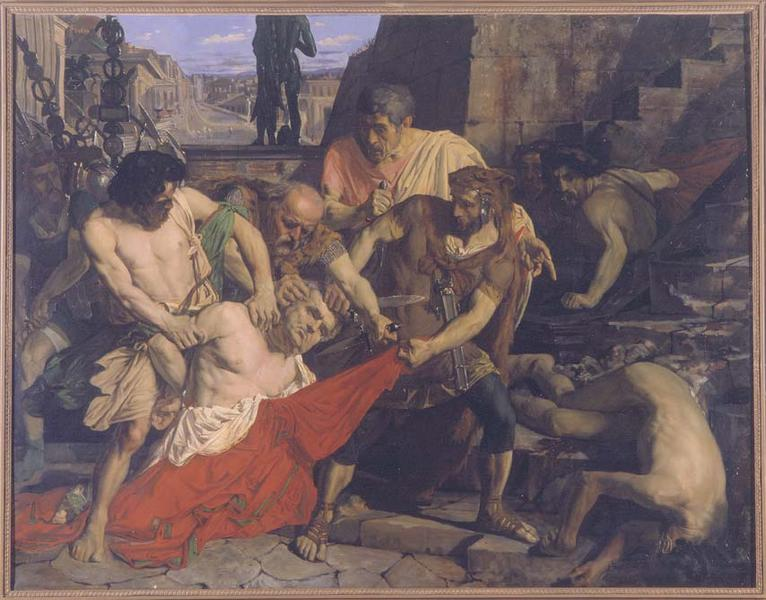
Поль Бодри. Смерть Авла Вителлия, 1847, Ла-Рош-сюр-Йон, муниципальный музей

Узнав об этих событиях, флавианские военачальники начали действовать энергичнее. 20 декабря они ворвались в предместья Рима, где произошло последнее сражение: солдаты Вителлия, поддержанные городским плебсом, отчаянно оборонялись, но были перебиты. Авл решил перебраться в дом своей жены на Авентине, а оттуда бежать к брату, у которого ещё был воинский отряд под Таррациной, но быстро понял, что этот план неосуществим. Тогда император вернулся в свой дворец на Палатине, который уже покинули все рабы и слуги. Он надел на себя пояс с золотом и спрятался: по одним данным, в каморке привратника, по другим, в уборной. Флавианские солдаты нашли его, связали руки за спиной и потащили на форум.

По всей Священной дороге народ осыпал его издевательствами не жалея ни сло́ва, ни дела: за волосы ему оттянули голову назад, как всем преступникам, под подбородок подставили остриё меча, чтобы он не мог опустить лицо, и всем было его видно; одни швыряли в него грязью и навозом, другие обзывали обжорой и поджигателем, третьи в толпе хулили в нём даже его телесные недостатки. Наконец, в Гемониях его истерзали и прикончили мелкими ударами.
— Гай Светоний Транквилл. Жизнь двенадцати цезарей. Вителлий, 17.
Перед смертью Вителлий сказал глумящимся над ним: «Ведь я же был вашим императором!» По данным Светония, мёртвое тело сволокли крюками в Тибр; Дион Кассий пишет, что убийцы отрубили Вителлию голову и долго носили её по всему городу, а позже вдове разрешили похоронить труп.
Вслед за Авлом были убиты его сын и брат. На следующий день в столице появились Гай Лициний Муциан и Тит Флавий Веспасиан, которые смогли навести относительный порядок. Смерть Вителлия означала конец гражданской войны; прибывший в Рим в сентябре 70 года Веспасиан правил девять лет и умер от естественных причин.

## Внешность

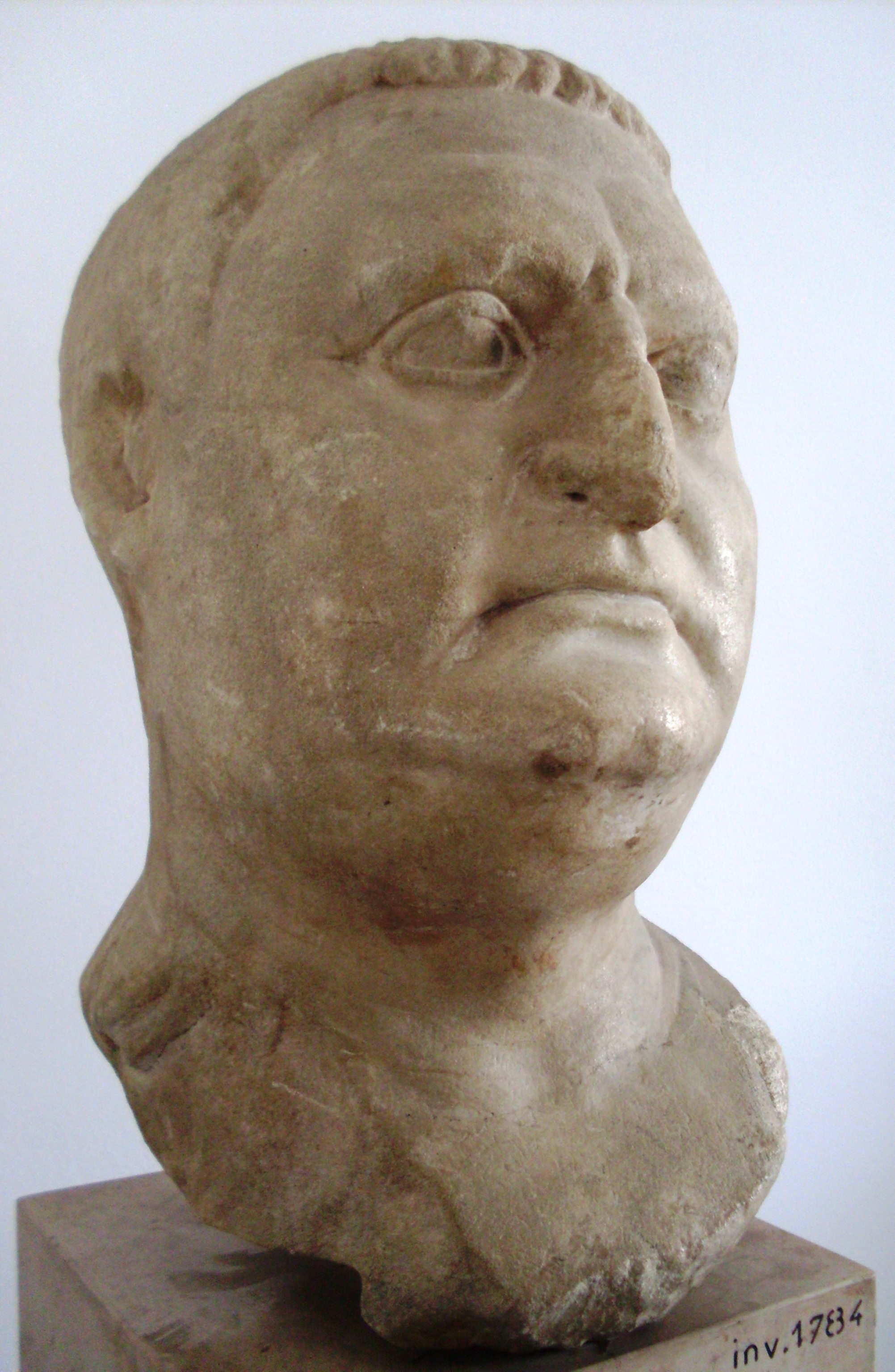
Бюст Вителлия из музея Бардо

Светоний сообщает, что Авл Вителлий был «огромного роста», с большим животом и красным от пьянства лицом. Прислуживая на скачках Калигуле, будущий император сильно ушиб бедро о колесницу, и последствия этой травмы сохранились на всю жизнь. Сохранились бюсты Вителлия и изображения на монетах, но они дают недостаточно материала, чтобы проверить слова Светония: ясно только, что в конце жизни Авл был полнолицым мужчиной с толстой шеей.

## Семья

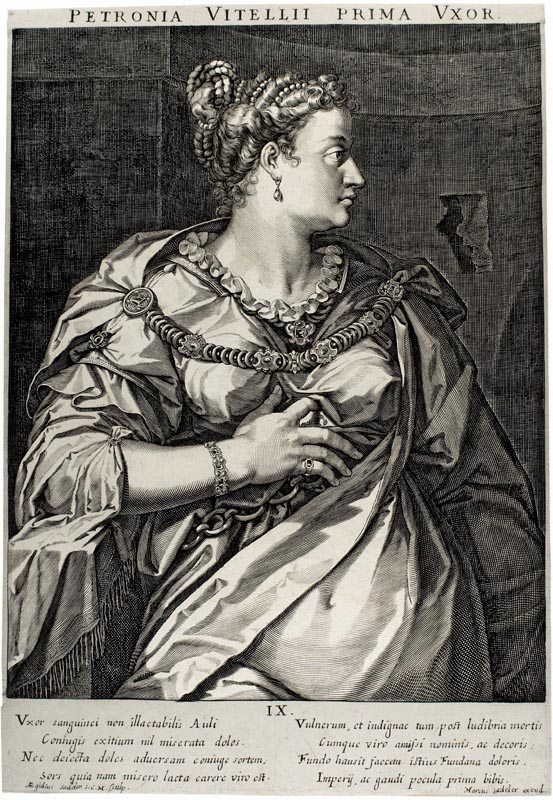
Петрония

Первой женой Авла Вителлия была Петрония, дочь Публия Петрония, консула 19 года, и Плавтии (дата заключения брака неизвестна). Супруги развелись, возможно, вскоре после смерти Луция Вителлия-старшего, и Петрония стала женой Корнелия Долабеллы. Позже Авл женился во второй раз — на Галерии Фундане. От первого брака у него был сын Вителлий Петрониан, незрячий на один глаз, ставший наследником матери ценой выхода из-под отцовской власти. По данным Светония, Авл Вителлий отравил этого сына, утверждая, будто это было самоубийство (якобы Петрониан решил отравить отца, но покончил с собой из-за угрызений совести).
Во втором браке у Вителлия родились дочь и ещё один сын, который «заикался так, что казался косноязычным и немым». Этот сын, родившийся 6 июня 62 года и получивший в 69 году почётное прибавление к имени Германик, погиб в декабре 69 года в Риме вместе с отцом. Руку дочери Вителлий обещал в 69 году Дециму Валерию Азиатику, наместнику Белгики. Существует версия, что этот брак был заключён и что сын Децима Марк Лоллий Паулин Валерий Азиатик Сатурнин был внуком Вителлия. После смерти Децима Веспасиан устроил для Вителлии другой брак и даже выдал ей приданое. Имя второго супруга неизвестно. Антиковед Р. Ганслик предположил, что этот римлянин принадлежал к роду Антониев, К. Сеттипани — что это был Децим Рупилий Либон Фруги, консул-суффект 88 года. Согласно последней гипотезе, дочь императора звали Галерия Фундания, у неё была дочь Рупилия Фаустина, бабка императора Марка Аврелия.

## Оценки личности и деятельности

### В источниках

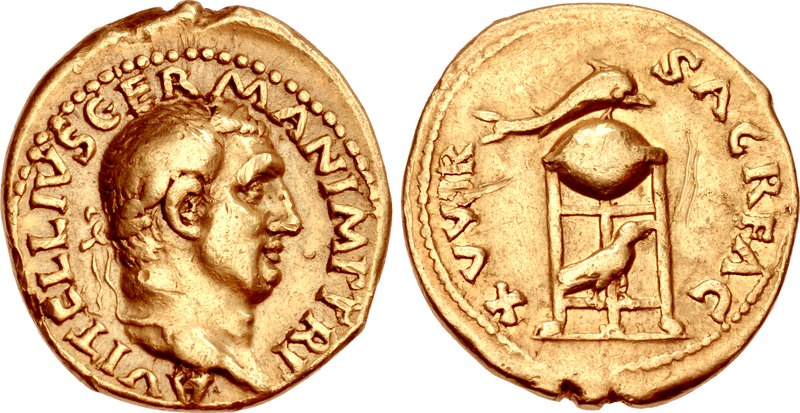
Ауреус с Вителлием, 69 год

Информацию об Авле Вителлии черпают главным образом из «Истории» Тацита: рассказ Светония об этом императоре слишком короток, Кассий Дион и Иосиф Флавий тоже сообщают очень мало. Плутарх написал отдельную биографию Вителлия, но её текст утрачен — так же, как, например, текст биографии, написанной Помпеем Плантой. Хорошую память об Авле Вителлии сохранили только легионы отдалённых западных провинций: известно, что во время правления Веспасиана в Ветере, что в Нижней Германии, и в Белгике солдаты восстановили статуи Авла, стоявшие в лагерях и в селениях белгов. В античной литературе же этого императора изображают исключительно в негативных тонах.
В частности, Тацит пишет, что в сенате при Нероне Авл Вителлий «постоянно нападал с бранью на честнейших людей и, получив отпор, тотчас же смолкал, как это свойственно трусам». Он упоминает «отвратительную, ненасытную страсть к еде», сообщает, что Авл в разгаре гражданской войны «проводил время в праздности, роскоши и пирах, среди бела дня появлялся на людях объевшийся и пьяный». По его словам, император старался не думать о будущем, предавался излишествам и «за несколько месяцев проел двести миллионов сестерциев». О страсти Вителлия к еде сообщает и Светоний:

Не зная от чревоугодия меры, не знал он в нём ни поры, ни приличия — даже при жертвоприношении, даже в дороге не мог он удержаться; тут же, у алтаря хватал он и поедал чуть ли не из огня куски мяса и лепёшек, а по придорожным харчевням не брезговал и тамошней продымлённой снедью, будь то хотя бы вчерашние объедки.
— Гай Светоний Транквилл. Жизнь двенадцати цезарей. Вителлий, 13, 2.
Кроме того, Светоний рассказывает о жестокости Вителлия: «Наказывать и казнить кого угодно и за что угодно было для него наслаждением». Согласно автору «Жизни двенадцати цезарей», Вителлий охотно казнил аристократов, астрологов, насмешников, погубил всех своих заимодавцев и, может быть, уморил голодом собственную мать. Правда, Дион Кассий сообщает, что этот император даже из приверженцев Отона казнил только очень немногих.

### В историографии

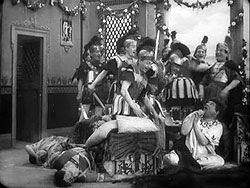
Сцена из фильма «Вителлий» (1910 год)

Исследователи придерживаются разных мнений о причинах гражданской войны 68—69 годов и, в частности, мятежа Авла Вителлия. Выделяются два основных направления: одни исследователи говорят о борьбе провинций с Римом как главной составляющей этой войны, другие — о соперничестве провинциальных армий. В советской историографии, в соответствии с господствовавшей идеологией, было распространено мнение о социально-экономическом кризисе как движителе событий (население отдельных районов империи восстало против правительства и было поддержано армией).
Советский антиковед С. Ковалёв видит в гражданской войне 69 года свидетельство, с одной стороны, непрочности социальной базы Юлиев-Клавдиев, а с другой — подъёма провинций, оправившихся после гражданских войн I века до н. э. Восстания наместников, в том числе и Авла Вителлия, стали первым проявлением сепаратистских тенденций, которые в конце концов погубили империю. Немецкая исследовательница Б. Риттер считает, что мятежи 68—69 годов — это «эксперименты и импровизации», связанные с отсутствием у римского общества понимания того, на чём именно зиждется императорская власть. До этого она переходила из рук в руки внутри одной семьи; теперь же римляне опытным путём выясняли, кто может «создавать принцепсов»: «сенат и народ Рима», преторианцы или провинциальные армии. Авл Вителлий стал жертвой одной из таких попыток.

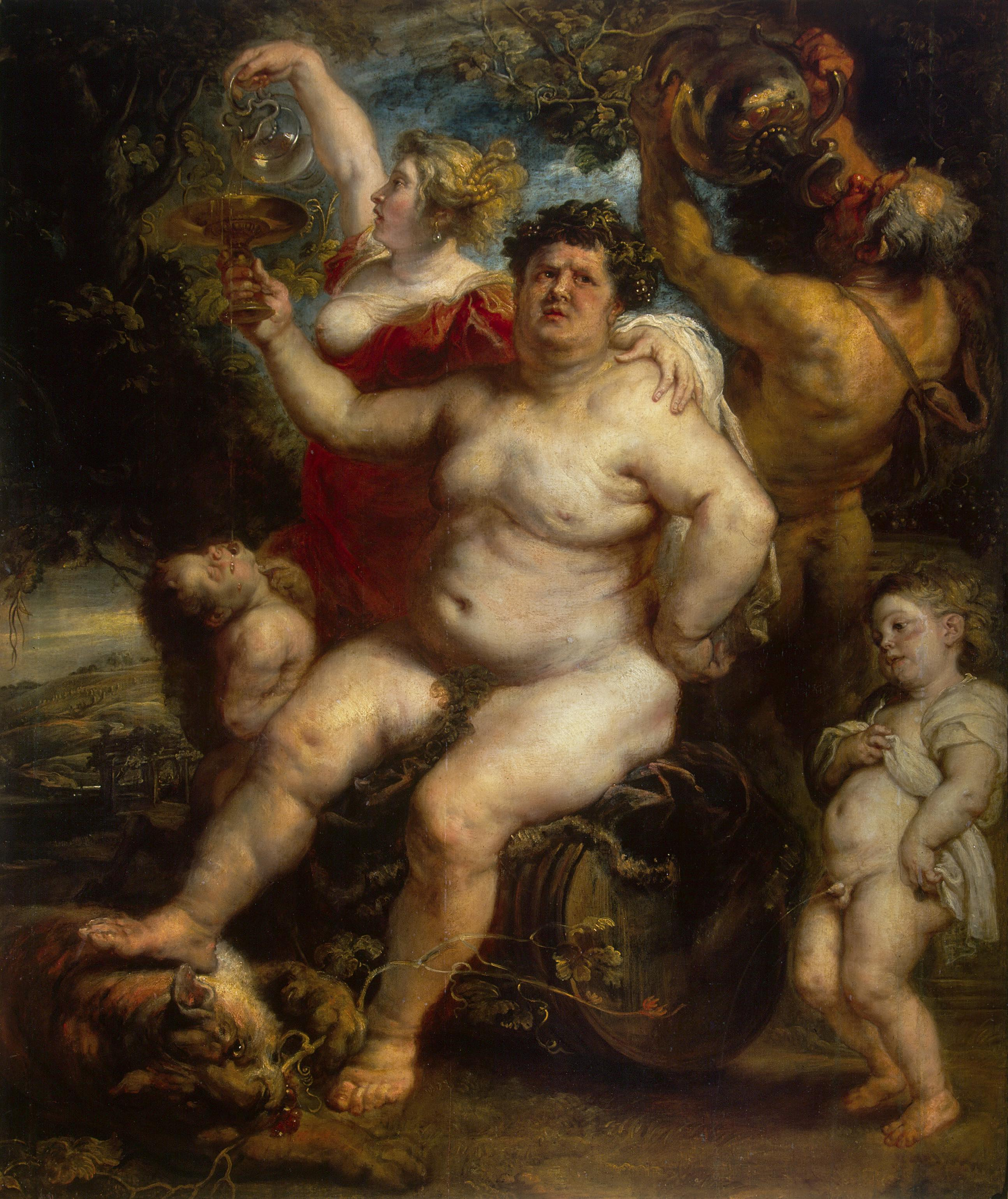
Питер Пауль Рубенс. «Вакх». Между 1638 и 1640. Масло, холст (переведена с дерева). 191 × 161,3 см. Государственный Эрмитаж

В определённом смысле Вителлий занимает вместе с Отоном промежуточное положение между Юлиями-Клавдиями и Флавиями: первые принадлежали к старой республиканской аристократии, вторые были совершенно безродными (отец Веспасиана был всего лишь сборщиком налогов, дед — центурионом). Вителлий же относился к новой имперской знати, будучи нобилем во втором поколении. Ковалёв признаёт Вителлия «самым ничтожным» из всех четырёх императоров 69 года: своим мотовством он довёл империю до полного банкротства, дисциплина в армии при нём окончательно деградировала. Р. Ганслик пишет, что Вителлию не хватило силы характера Луция Вергиния Руфа, который отказался от императорской власти, хотя и мог её захватить, и Марка Сальвия Отона, который, увидев, что его дело проиграно, покончил с собой. Существует и альтернативное мнение: негативный образ Вителлия мог быть в значительной степени искусственно сконструирован писателями флавианской эпохи, которые таким образом старались повысить легитимность Тита Флавия Веспасиана. Г. Вальзер видит в Вителлии выдающегося стратега, проявившего себя в войне с Отоном. Б. Риттер посвятила целую монографию пересмотру сообщений античных авторов на данную тему: по мнению этой исследовательницы, Вителлий был способным полководцем и политиком, который смог объединить вокруг себя разные общественные группы и сделал максимами своего короткого правления милосердие и согласие.
По мнению Е. Шерстнёва, мятеж Авла Вителлия стал поворотным пунктом в истории кризиса 68—69 годов: именно с этого момента можно было говорить о полноценной гражданской войне. В политике Авла А. Егоров увидел и авторитарные, и просенатские тенденции.

## В художественной культуре
Интерес к Вителлию в среде художников был характерен для Нидерландов XVII века. В частности, сохранилась картина «Вакх» Иоахима Эйтевала (около 1618 года), голова на которой была написана со скульптурного портрета императора. Наиболее известен «Вакх» Рубенса, изображённый в виде непомерно располневшего гуляки с бокалом в руке. Картина была повторена ещё дважды, её варианты хранятся в Государственном Эрмитаже, Галерее Уффици и Дрезденской галерее. Прообразом головы Вакха на картинах Рубенса послужил мраморный бюст Вителлия, известный в шести повторениях; художник, по-видимому, пользовался экземпляром, хранившимся в Лувре.
Авл Вителлий является героем ряда литературных произведений. Он действует в романах Кейт Куинн («Дочери Рима»), Генри Венмор-Роуланда («Последний цезарь»), в серии романов Саймона Скарроу. Французский режиссёр Анри Пукталь в 1910 году снял немой короткометражный фильм «Вителлий».